# Abtei Postel

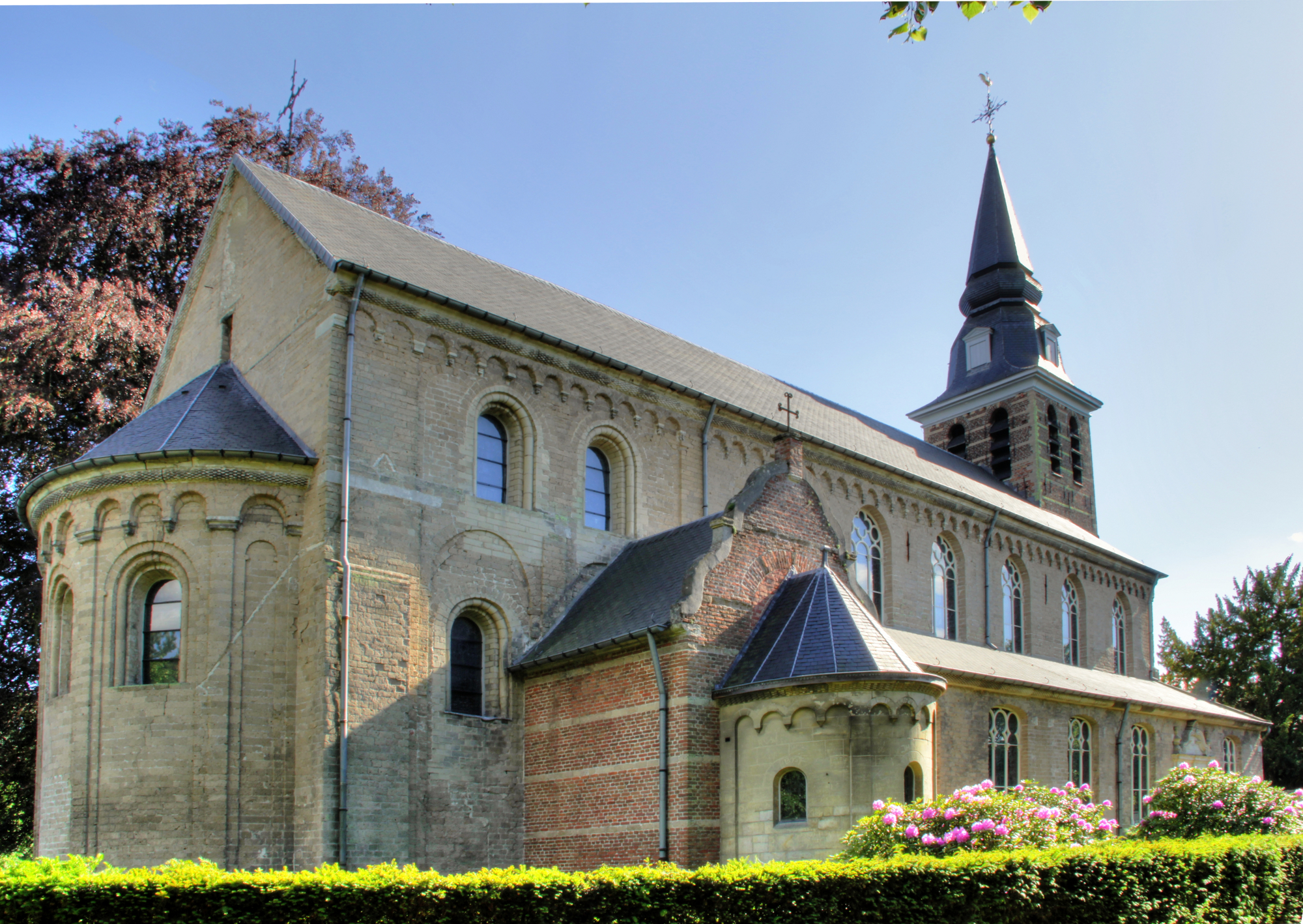
Abteikirche

Die Abtei Postel ist eine Prämonstratenserabtei in der belgischen Gemeinde Mol.

## Geschichte
Im Jahre 1138 gründeten Prämonstratensische Kanoniker der Abtei Floreffe in Postel ein Kloster als abhängiges Priorat ihrer Abtei. Im Jahr 1613 wurde Postel unabhängig von Floreffe und erhielt 1618 den Status einer Abtei. 1797 wurde die Abtei geschlossen und die Chorherren wurden infolge der französischen Revolution vertrieben, als französische Truppen die Österreichischen Niederlande besetzten. Die Gebäude kamen 1797 in Privatbesitz, wurden dem Orden 1847 aber zurückgegeben. Danach wurden die Gebäude in mehreren Phasen restauriert und umgebaut.
Von 1943 bis zum Ende des Zweiten Weltkrieges konnte Herman Van Breda Teile der Manuskripte von Edmund Husserl in der Abtei verbergen; diese auch als Husserl Archive bekannten Werke befinden sich heute im Besitz der Katholischen Universität Löwen.

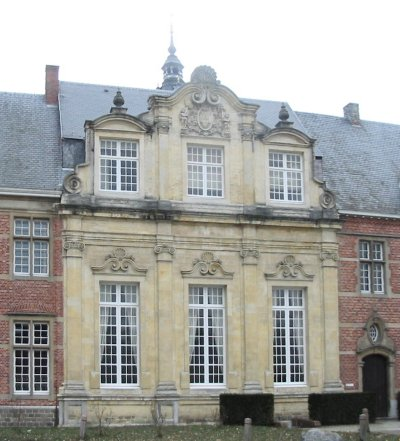
Barockes Refektorium der Abtei

## Architektur
Die Abteikirche wurde im romanischen Stil errichtet, ihre Bauzeit wird auf das Ende des 12. Jahrhunderts um 1190 datiert. Seit dieser Zeit wurde sie mehrfach umgebaut und zeigt heute auch gotische und barocke Elemente. Die Abtei war von Wallanlagen und teilweise auch von einem Wassergraben umgeben. 

## Produkte der Abtei
In der Vergangenheit produzierte die Abtei das als Postel bekannte Abteibier lange selbst. Von Juni 1940 bis 1944/45 waren die Beneluxstaaten von Wehrmachttruppen besetzt, nachdem sie den Westfeldzug gewonnen hatten.
1943 ließ das NS-Regime kriegswichtige Metalle und Legierungen wie Kupfer und Glockenbronze einsammeln, darunter auch den kupfernen Braukessel. 
Das Bier wird in der Brauerei Affligem in Opwijk gebraut. 
In der Abtei wird Käse mit dem Markennamen Postel produziert. 1994 entstand ein Kräutergarten mit medizinisch nutzbaren Pflanzen, in dem unter anderem Ginseng angebaut wird.